# Johan August Brundin
Johan August Brundin, född 30 april 1835 i Linköping, Östergötlands län, död 18 februari 1877 i Malmö Karoli församling, Malmöhus län, var en svensk skådespelare.

## Biografi
Johan August Brundin föddes 1835 i Linköping. Han var från 1866 till 1872 anställd vid Södra teatern i Stockholm och från 1872 till 1874 vid Mindre teatern i Stockholm, samt vid ambitiösa sällskapet. Brundin avled 1877 i Malmö.
Brundin innehade bland annat rollerna Phumling i Theblomma, Hovkamreren i Frihetsbröderna, Lancelot i Riddarna av runda bordet. Cornarini i I Venedig, Lord Eure i Skrattmenniskan och Job Kurk i Odödlighetens tempel.